# Видавничий дім «Маміно»
Маміно (англ. Mamino) — українське видавицтво, що видає переважно дитячу літературу.

## Історія
Дитяче видавництво Маміно було створене в Києві у 2016 році. 

### Соціальна відповідальність
- 16 грудня 2017 року, спільно з книгарнею Є провели у Києві інтерактивні читання за книжкою «Вовк під вікном»[3].
- 23 квітня 2018 з освітнім проектом «Майбутні», представили краунфандинговий проект «Мислити без обмежень. Книжки Бреніф'є у всі куточки України». Мета проекту дати можливість людям подарувати книжки філософа-практика Оскара Бреніф'є, будь якій дитині в Україні.[4].
- У червні 2018 року спільно з освітнім проектом «Майбутні» організували приїзд та лекції Оскара Брениф'є в Україну[5].
- У лютому 2019 року взяли участь у всеукраїнському проекті Схід читає, який організовував Український інститут книги, та в рамках проекту відправили в міста сходу України книжки[6].
- 22 серпня 2019 року взяли участь у заході Літературний Кураж базар, та провели в дитячому інклюзивному просторі, філософську бесіду про почуття[7].

### Книжкові ярмарки
- Франкфуртський книжковий ярмарок — Маміно, одне з 16 українських видавництв, яке представляло Україну у 2018 році[8].

### Досягнення
- «Маміно» першим в Україні почало робити mix & match картонки для найменших, а саме серію «Міксуй і вивчай»[9][10].
- ВД «Маміно» — українські видавці французького філософа-практика Оскара Бреніф'є[11].
- Три книжки видавництва — «Очам не вірю», «Людина-восьминіжка» та «Вовк під вікном» — мають анімовані версії[12].
- У травні 2020 року видавництво стало членом Української асоціації видавців і книгорозповсюджувачів[13].

## Відзнаки та нагороди
- 2017 — книжка «Вовк під вікном» (ілюстрації Наталії Кащак) перемогла у номінації «Дебют року в ілюстрації» українського ресурсу про видання для дітей та юнацтва «БараБука».[14].
- 2018 — книжка «Вовк під вікном» отримала спеціальну відзнаку президента «Форуму видавців» пані Олександри Коваль[15].
- 2018 — книжки видавництва увійшли до списку БараБука Найкращі родинні видання 2018 року[16].
- 2018 — книжки видавництва увійшли до короткого списку відзнаки «Топ БараБуки»[17].
- 2019 — книжка «Листи від пана Тукана з Франції» (авторка Катерина Перконос, художниця Ірина Донська) здобула відзнаку iJungle MERIT AWARDS міжнародного конкурсу IJungle Illustration Awards[18].
- 2019 — книжка «Абетка Барвистих Вигуків» (авторка Катерина Перконос, художниця Альона Ястремська) здобула перше місце в конкурсі «Книжки майбутнього», номінація «Експеримент в папері» Книжкового фестивалю Book Space (м. Дніпро)[19].
- 2019 — книжка «Листи від пана Тукана з Грузії» увійшла до ТОП 40 що шукати на Книжковому арсеналі[20].
- 2019 — книжка «Тигрик-оригамі», видана у Маміно, увійшла до списку 30 українських книг 2019 року, які варто подарувати дитині, підлітку чи родині[21].
- 2019 — Маміно увійшло до списку найкращі українські дитячі, підліткові та родинні видання 2019 року, за версією BaraBooka[22].
- 2019 — Маміно отримало спецвідзнаку «Мультимедійне видання року»: Жак Жаб'є (текст), Наталія Кудляк (ілюстрації) «Людина-восьминіжка»[23].